# Nebrioporus vagrans
Nebrioporus vagrans is een keversoort uit de familie waterroofkevers (Dytiscidae). De wetenschappelijke naam van de soort is voor het eerst geldig gepubliceerd in 1953 door Omer-Cooper.